# Beddgelert
Beddgelert is een dorp in het graafschap Gwynedd in het noorden van Wales.
In het dorp mondt de rivier de Colwyn uit in de Glaslyn. Het dorp leeft vooral van het toerisme. Een van de attracties is de Sygun Copper Mine.
Alfred Bestall schreef een aantal van de Bruintje Beerstrips terwijl hij net buiten Beddgelert woonde.

## Herkomst van de naam
Over de herkomst van de naam Beddgelert bestaat onduidelijkheid. In een schriftelijke bron uit 1258 werd het dorp al Bekelert genoemd.
Het dorp is waarschijnlijk vernoemd naar Celert, een christelijke missionaris die zich in de 8e eeuw in het gebied vestigde.
Volgens een lokale legende is het dorp vernoemd naar Gelert de hond van Llywelyn de grote (1172 – 1240) die zijn zoon van een aanval van een wolf gered zou hebben, om vervolgens door een misverstand door Llywelyn gedood te worden. Net buiten het dorp is een kleine grafheuvel te vinden waarvan gezegd wordt dat Gelert hier begraven ligt. Of dit echt het graf is, is de vraag. Waarschijnlijk is de grafheuvel in de 18e eeuw aangelegd door een hoteleigenaar om meer toeristen naar het dorp te halen.

## Bekende inwoners
- Alfred Bestall, illustrator en schrijver. Bracht veel van zijn vakanties hier door en kocht in 1956 een bungalow in Beddgelert. De omgeving van Beddgelert diende als inspiratiebron in de vele verhalen die Bestall tekende in zijn Bruintje Beer-boeken.

## Afbeeldingen

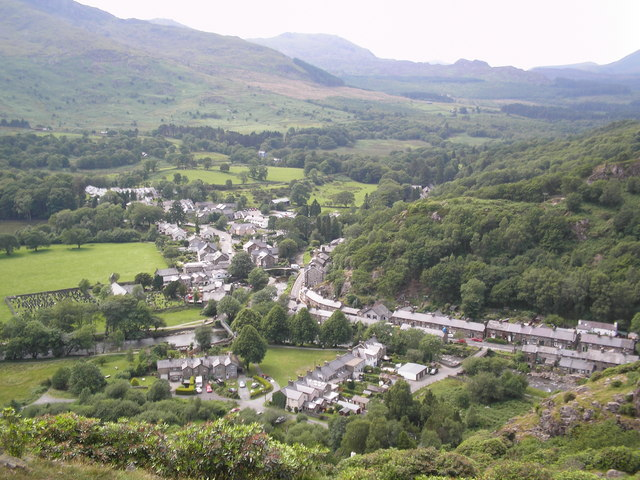
Beddgelert
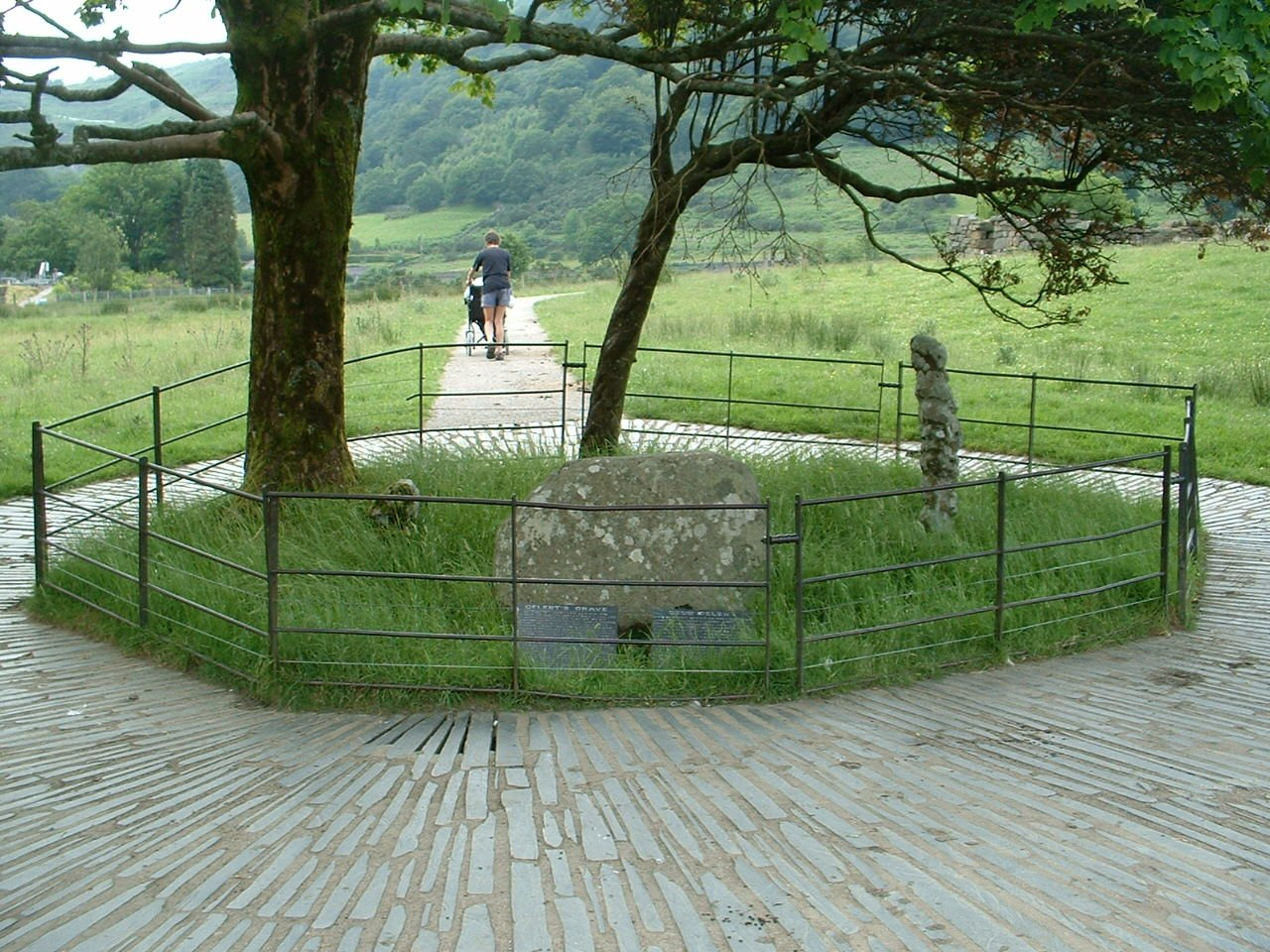
Het mogelijke graf van Gelert
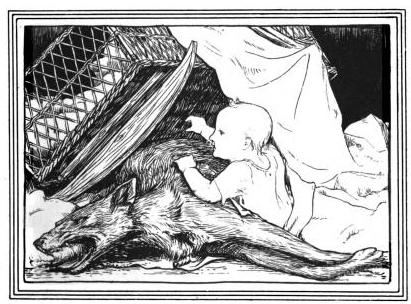
Gelert is doodgestoken door zijn eigen baas door een misverstand, de baby is bij de hond, John D. Batten, 1892